# Фискальные марки Индии
Фискальные марки Индии — находившиеся в активном употреблении в Индии фискальные марки как до провозглашения независимости (с середины XIX века), так и после него, эмиссия которых продолжается по сей день. Помимо выпусков, предназначенных для всей Индии, многие туземные княжества, провинции и штаты также издавали или все ещё выпускают собственные фискальные марки.

## Общегосударственные выпуски

### До провозглашения независимости
Первые фискальные марки на территории Индии увидели свет в середине XIX века. До обретения независимости индийские фискальные марки были в значительной степени основаны на рисунках аналогичных марок Великобритании, часто с использованием рисунков марок колониального типа. Марки колониального типа употреблялись для нескольких видов фискальных сборов, в том числе:
- Для договоров.
- Для маклерских записок[нем.].
- Консульского сбора.
- Кастодиального сбора.
- Для зрелищных мероприятий (специальные выпуски для Бенгалии, Бомбея и Соединённых провинций).
- Налога на иностранные векселя.
- Нотариального сбора Высокого суда[англ.].
- Страхового сбора[≡].
- Нотариального сбора.
- Гербового сбора (только Бомбей).
- Для передачи акций[англ.].
- Судебного сбора в судах по малозначительным правонарушениям[англ.] (только Калькутта)[≡].
- «Специальные наклейки» (англ. Special Adhesive; в том числе надпечатки для сбора за услуги представителя)[≡].

Однако для некоторых налогов были напечатаны специальные марки, и это были, в частности, марки:
- Центрального акциза[англ.].
- Судебного сбора[≡] (включая выпуски для копий и услуг)[2].
- Таможенного сбора.
- Налога на иностранные векселя[≡].
- Министерства лесного хозяйства.
- Высокого суда (в том числе выпуски для адвокатского, юридического и нотариального сбора).
- Лицензионного сбора со страховых агентов.
- Налога на спички.
- Нотариального сбора.
- Для ходатайств.
- Для почтовых переводов.
- Для услуг почты.
- Гербового сбора (или для квитанций)[3].
- Для передачи акций.
- Судебного сбора в судах по малозначительным правонарушениям[≡] (включая специальные выпуски для Калькутты и Мадраса).
- «Специальные наклейки» (в том числе надпечатки для сбора за услуги представителя).
- Табачного акциза.

- Марки судебного сбора в судах по малозначительным правонарушениям
- Для Калькутты (в виде надпечатки; 1861)[^]
- Общегосударственная (с оригинальным рисунком; 1868)[^]

Кроме того, многочисленные фискальные марки оригинальных рисунков были эмитированы княжествами Индии.

### После обретения независимости
После объявления независимости в 1947 году в рисунок индийских фискальных марок было добавлено изображение Львиной капители Ашоки (эмблемы Индии), был изменён, но по-прежнему использовался формат марок колониального типа. Применялись различные рисунки марок колониального типа, при этом последний из них находится в обращении примерно с 2007 года по сегодняшний день. Колониальный тип применялся для следующих целей:
- Для договоров.
- Для маклерских записок.
- Консульского сбора[≡].
- Кастодиального сбора.
- Налога на иностранные векселя.
- Нотариального сбора Высокого суда.
- Страхового сбора.
- Нотариального сбора.
- Для передачи акций.
- Судебного сбора в судах по малозначительным правонарушениям (только Калькутта).
- «Специальные наклейки».

Из них марки страхового сбора, нотариального сбора, «специальные наклейки», а также некоторые другие используются до сих пор.
Специальные марки употреблялись для несколько других целей, и таковыми были марки:
- Лицензионного сбора для радиовещания.
- Центрального акциза.
- Центрального сбора для найма.
- Таможенного сбора.
- Налога на зарубежные поездки (ранее сбора за пассажирское обслуживание).
- Страхового сбора.
- Налога на спички.
- Для паспортов.
- Гербового сбора.
- Для социальной защиты.
- Табачного акциза.

## Выпуски княжеств
Не менее 300 индийских туземных княжеств применяли свои собственные фискальные марки.
Большинство из них прекратили их выпуск после ликвидации княжеств вследствие установления независимости Индии, однако некоторые штаты, такие как Джайпур и Сикким, продолжали их издавать до 1960 года, когда стали штатами независимой Индии. Штат Джамму и Кашмир до 2019 г. использовал собственные фискальные марки благодаря своему особому статусу, предусмотренному в статье 370 Конституции Индии. Некоторые другие штаты, которые были созданы после провозглашения независимости, такие как Ассам и Мадхья-Бхарат, также печатали фискальные марки.
Между тем, известно множество выпусков фискальных марок, относящихся как к периоду до обретения независимости, так и после, с надпечатками провинций или штатов. Известны надпечатки около 75 различных штатов.

## Гербовая бумага и хавала
В Индии очень активно использовалась гербовая бумага как до[≡], так и после установления независимости.
Кроме того, при хавале, альтернативной системе денежных переводов, широко распространённой на Индийском субконтиненте, часто применялись бланки с предварительно напечатанными фискальными марками[≡].

## Французская и Португальская Индия
Французская Индия применяла собственные фискальные марки до 1954 года. После того, как она вошла в состав Индии, Пондичерри выпустил несколько фискальных марок. Вначале на марках Французской Индии были сделаны надпечатки номиналов в индийской валюте, а позднее были эмитированы отдельные марки с надписью либо фр. «Timbre Mobile», либо «Timbre Quittance». Позже Пондичерри надпечатал на индийских фискальных марках название штата. Марки с номиналами в аннах использовались до и после обретения независимости. Почтовые марки таких номиналов, как 2 анны, постепенно переводились в фискальные. Позднее такие номиналы, как 10 рупий и 20 рупий, в конце 1970-х годов применялись повсеместно, но введение этих марок в 1978 году, а позже — более высоких номиналов в 50 и 100 рупий имело самый высокий потенциал среди фискальных марок, и это продолжалось до 1980-х годов.
Португальская Индия также издавала собственные фискальные марки. В 1954 году Дадра и Нагар-Хавели был освобожден от Португальской Индии, и выпустил одну фискальную марку. После освобождения Гоа в 1961 году на фискальных марках Португальской Индии были сделаны надпечатки новых номиналов в индийской валюте для использования в качестве марок судебного сбора или гербовых марок. Позже на различных индийских фискальных марках была выполнена надпечатка текста англ. «Goa, Daman & Diu» («Гоа, Даман и Диу») для употребления на бывших португальских территориях. Это продолжалось до 1970-х годов.